# Tánger
Tánger (en árabe: طنجة‎, en lenguas bereberes: ⵜⴰⵏⴳⴰ) es una ciudad del norte de Marruecos, ubicada en las proximidades del estrecho de Gibraltar. Bañada por las aguas del océano Atlántico y del mar mediterráneo, es la capital de la región Tánger-Tetuán-Alhucemas. Durante parte del siglo XX constituyó un protectorado internacional llamado Zona Internacional de Tánger, hasta la incorporación de la ciudad a Marruecos con la independencia del país (1956).

## Historia

### De la leyenda a la época romana

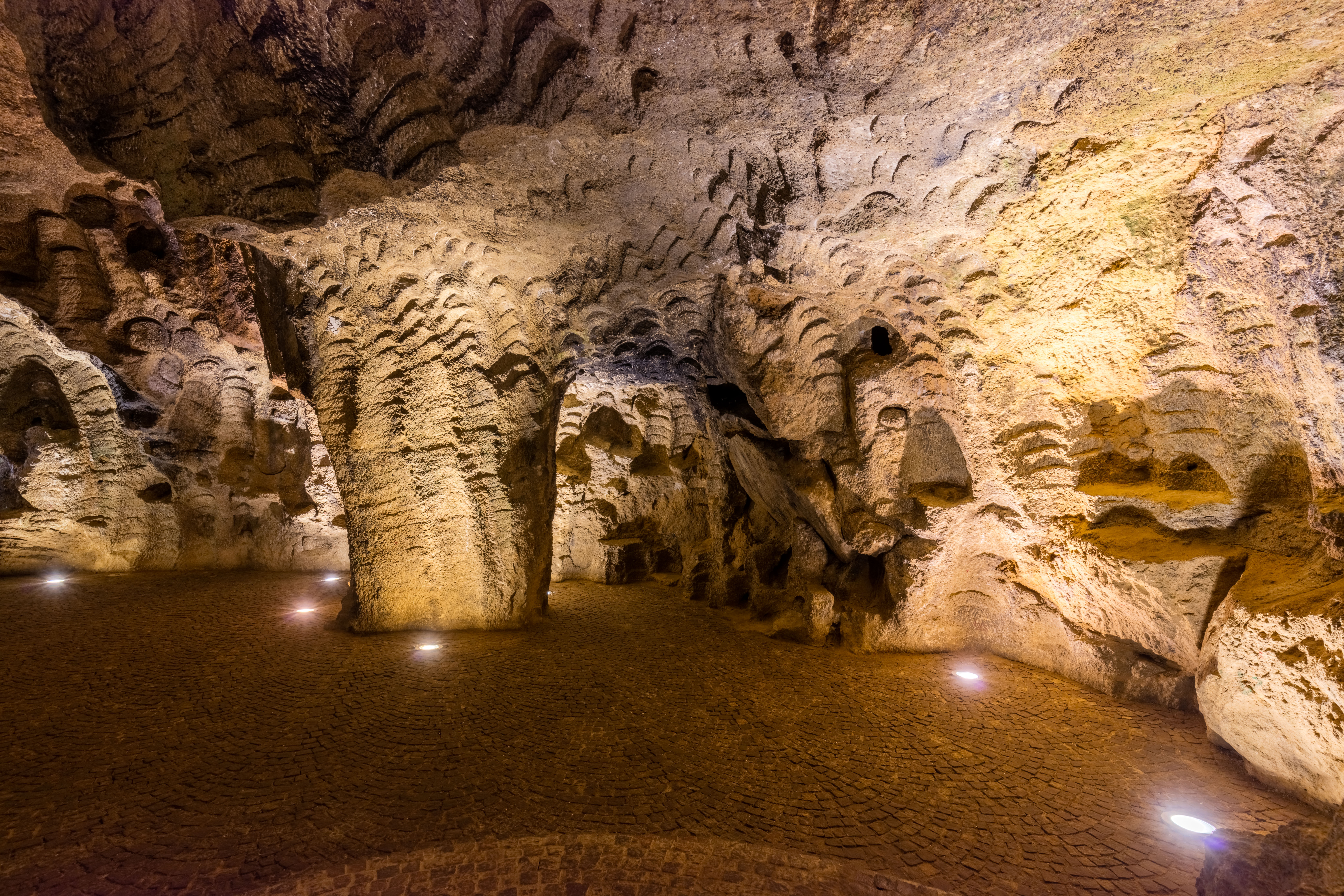
Cuevas de Hércules, Cabo Espartel.

Según la tradición mitológica grecorromana, recogida por Plutarco (Sert., 9.7), Tingé era la esposa del gigante Anteo, rey líbico hijo de Poseidón y Gea, que fue vencido y muerto por Herakles. La leyenda pasó a la mitología bereber, según la cual Tánger fue construida por un hijo de Tingis llamado Syfax o Sófax, en que Tingis sería la esposa del héroe bereber Anteo. De hecho, aún hoy se puede visitar a 14 km al O. de Tánger la llamada "gruta de Hércules", una de las mayores atracciones turísticas regionales, donde se cuenta que Hércules durmió antes de la tarea de cortar las manzanas del Jardín de las Hespérides. Por su parte, Pomponio Mela, posiblemente nativo de ella, añade (en Chorogr., 1.26) que en la ciudad se conservaba el enorme escudo de Anteo, de piel de elefante, que los habitantes veneraban mucho.
Según lo documentado realmente, conserva indicios de ocupación prehistórica, y se constatan más tarde en ella algunos restos de presencia fenicia, posiblemente debidos a su excelente puerto. La ciudad misma es mencionada ya en el siglo VI a. C. por los navegantes jonios (según Hecateo de Mileto) como Thigge (pron. Thinge). Desde el siglo IV a. C. aparece como factoría comercial cartaginesa, que acuñaba moneda con la leyenda púnica TNG’. Es citada en dos fuentes helenísticas (Pseudo-Escílax, 112 y Periplo de Hannón, 2) como Thymiateria y Thymiaterion, una corrupción de los cuales puede ser el "Tingentera" que aparece en los manuscritos del citado geógrafo Pomponio Mela (Chorogr. 2, 5, 96) como su ciudad natal, aludiendo a una migración norteafricana en época púnica hacia la zona ibérica del mismo estrecho (probablemente la muy cercana Tarifa, o bien Algeciras). El nombre de Tingi (Tiggin, pron. "Tingin" en griego, en Estrab. 3.1.8) se estabiliza en época romana.
Hacia los años 40 a. C. es municipium romano (Cass. Dio XLVIII 45.3). Según atestigua Tácito (Ann. suppl. IX, 29), durante el reinado de Calígula la antigua provincia de Mauretania es dividida en dos, Mauretania Caesariensis y Mauretania Tingitana, ambas imperiales y gobernadas por un procurador del orden ecuestre, y Tingi pasó a ser capital de la segunda, a la que dio nombre. Poco después, de acuerdo con este nuevo papel, el emperador Claudio la eleva a colonia romana, con el probable nombre de Colonia Claudia Caesarea Tingi (cf. Ptol. IV, 1). Varias ciudades de la Tingitana dependían administrativamente de la Bética, entre ellas Tingi. La ciudad suministraba especialmente a Roma pescado de conserva y púrpura.
Según la tradición, en el siglo III d. C. arraigó en ella el cristianismo, y allí tuvo lugar el martirio de san Marcelo el 28-7-298. Durante el periodo tetrárquico, tras las reformas de Diocleciano en 296 d. C., toda la Mauretania Tingitana pasó a formar parte de la Dioecesis Hispaniarum y por tanto a depender, como éstas, de la Prefectura de las Galias.

### Dominios vándalo, bizantino, visigodo y árabe
Tingi fue conquistada por los vándalos de Genserico en el 429 d. C. Un siglo después, entre 534 y 618, forma parte del Imperio bizantino, y desde entonces del Reino visigodo, hasta que Muza, con el apoyo de las tribus de Gomara, la pone bajo dominio árabe, e inicia desde allí la conquista de la península ibérica.

### Edad Media
El califa andalusí Abderramán III (912-961) tuvo entre los territorios y ciudades bajo su dominio a Tánger, Ceuta y Melilla.  Así siguieron las cosas durante el reinado de su nieto, el califa Hisham II, con Almanzor, y el hijo de este, Abd al-Malik (927-1009) los cordobeses tienen el dominio sobre el norte del actual Marruecos y el Magreb central, situación que seguirá durante el reinado de Hisham III.
Tánger perteneció a la taifa de Málaga desde 1026, poco antes de que la junta de visires declarase en 1031 la disolución del Califato de Córdoba. Por esta época el historiador andalusí al-Bakrí la llama Ţanŷa al-Bayḑā’, «Tánger la Blanca». En 1148 Tánger es ocupada por las fuerzas del soberano almohade Abd al-Mumin y en 1196 por Abu Yaqub Yusuf al-Mansur.
Durante el siglo XIII, el comienzo de la era de los Benimerines, la plaza de Tánger conocerá algunos años de independencia con el emir al-Hamdani. A su muerte, a manos de sus propios súbditos, le sucedió su hijo. Por aquellos años y ya bajo el reinado de Yaqub ben Abdelhalak, Tánger sufrió un tremendo asedio por tierra y por mar. El explorador, escritor y geógrafo Ibn Battuta nace en Tánger en 1283. Fue contemporáneo de Marco Polo, y su imagen y su fama no fueron nunca ensombrecidas por este. Viajero impenitente, dedicó su vida al estudio de la geografía. En 1359 la ciudad es conquistada por Abu Salem, hermano de Abu Inam, que vino de la Al-Ándalus y ocupó el trono. Entre 1421 y 1471 la ciudad perteneció al Emirato de Tánger.

### Dominio europeo
En 1437 fracasa una expedición de Enrique el Navegante; la ciudad es defendida por Salah ben Salah, señor de Tánger y Arcila. En 1464, bajo el reinado de Alfonso V de Portugal, la flota portuguesa al mando de Luiz Mendes de Vasconcellos intenta nuevamente la conquista. Finalmente, el 28 de agosto de 1471, la ciudad es ocupada por las tropas de Alfonso V y don Juan, hijo del Duque de Braganza, quedando bajo el dominio de Portugal hasta 1661. Entre 1580 y 1640, es decir durante la Unión Ibérica, todas las posesiones portuguesas (incluyendo Tánger) estuvieron bajo el control de los reyes de España. Durante la guerra de Restauración Portuguesa, permaneció fiel a España hasta septiembre de 1643.
Con el fin de asegurar su alianza con Inglaterra, los portugueses negociaron la boda de la infanta Catalina de Braganza, hija de la reina madre Luisa de Braganza, con el rey Carlos II de Inglaterra, y Tánger pasó a ser parte de la dote que aportó la infanta al casamiento (1661). El rey Carlos II declaraba en el Parlamento: «La adquisición de Tánger debe ser contemplada como una joya de incalculable valor para la corona británica». En 1664 las tropas inglesas fueron emboscadas por los marroquíes, quienes mataron al gobernador de la plaza. En 1679 el sultán Ismaíl de Marruecos intenta infructuosamente ocupar la ciudad, para ello pide la ayuda de las cabilas del Rif central, que forman el "Jaysh del Ahl al-Rif", de esta manera mantiene un largo bloqueo que finalmente lleva a la retirada británica el 6 de febrero de 1684. Antes de retirarse, los ingleses destruyen la ciudad y su puerto. El sultán realiza obras de reconstrucción, pero a pesar de ello la ciudad inicia un lento declive, hasta que a principios del siglo XIX la población no superaba los 5000 habitantes.
En 1786 se convierte en la capital diplomática del reino de Marruecos, y se instalan en ella los diplomáticos extranjeros, el consulado de España, y la primera delegación en el exterior de los Estados Unidos (1797). Sufrió un bombardeo de la flota española en 1791.

### SigloXIX

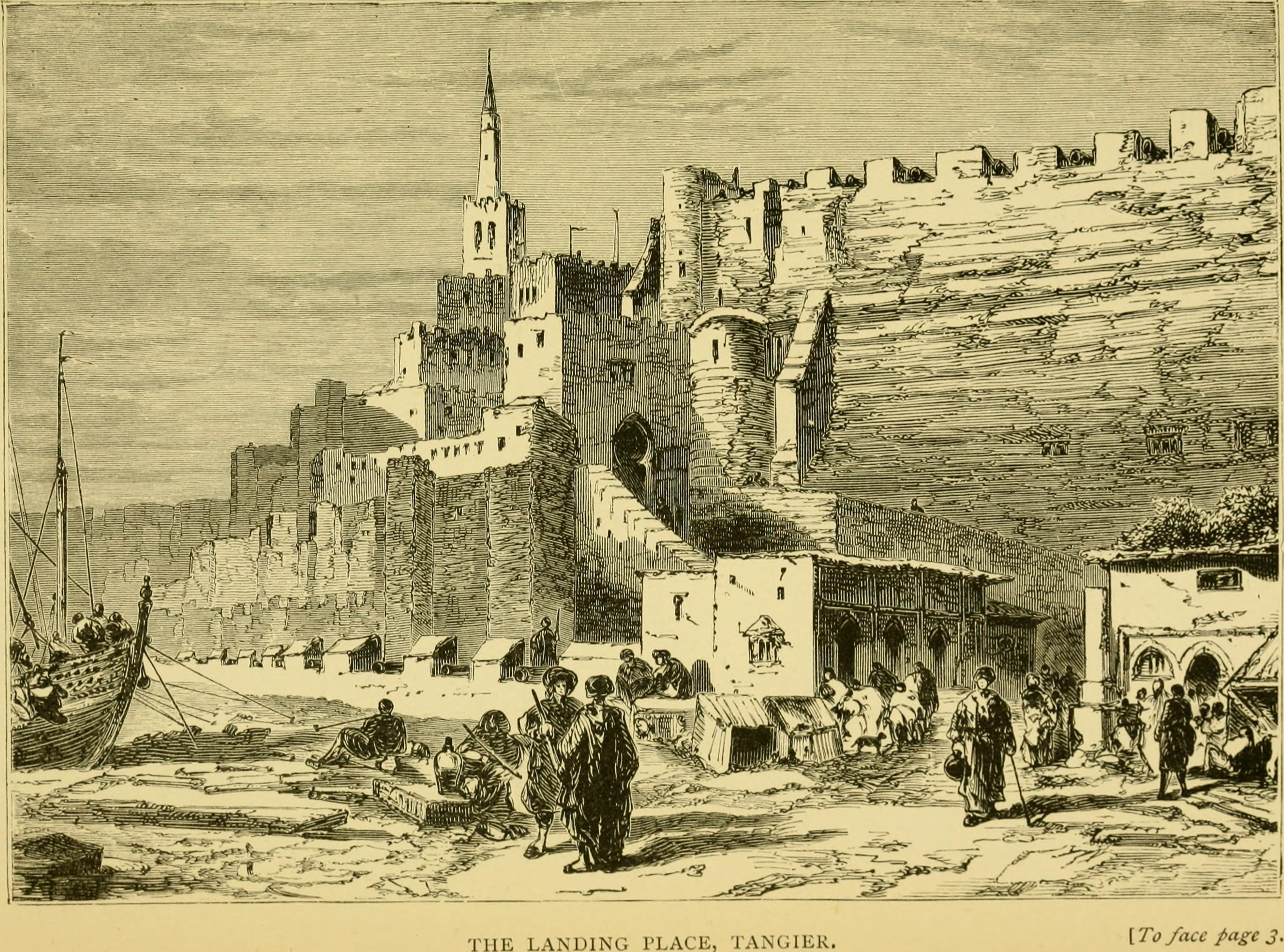
Tánger a finales del

En 1818 una epidemia de peste redujo en un 20 % la población. El flagelo se repitió en 1825. En 1821 la embajada norteamericana en Tánger pasa a ser la primera propiedad extranjera adquirida por el gobierno de Estados Unidos, obsequio del sultán Sulaymán. La ciudad fue bombardeada por una flota francesa el 6 de agosto de 1844 en represalia por el apoyo del Sultán a los rebeldes argelinos; las murallas y otras obras defensivas sufrieron graves daños. En 1849 tropas italianas comandadas por Garibaldi se instalaron en la ciudad por un corto período.

### SigloXX
Su ubicación geográfica la convierte a fines del siglo XIX y comienzos del XX en un centro para la diplomacia europea y para la actividad comercial de Marruecos. En 1904 fue el centro del incidente diplomático entre Marruecos y Estados Unidos conocido como Incidente Perdicaris. En 1905 el káiser alemán Guillermo II se pronuncia en Tánger por la continuidad de la independencia marroquí, desatando una crisis internacional. En 1906, en la Conferencia de Algeciras, se establece la partición del sultanato de Marruecos en dos zonas de influencia, francesa y española. Posteriormente, en 1912, se transformarían en los protectorados español y francés, por lo que Tánger pasa al dominio español.

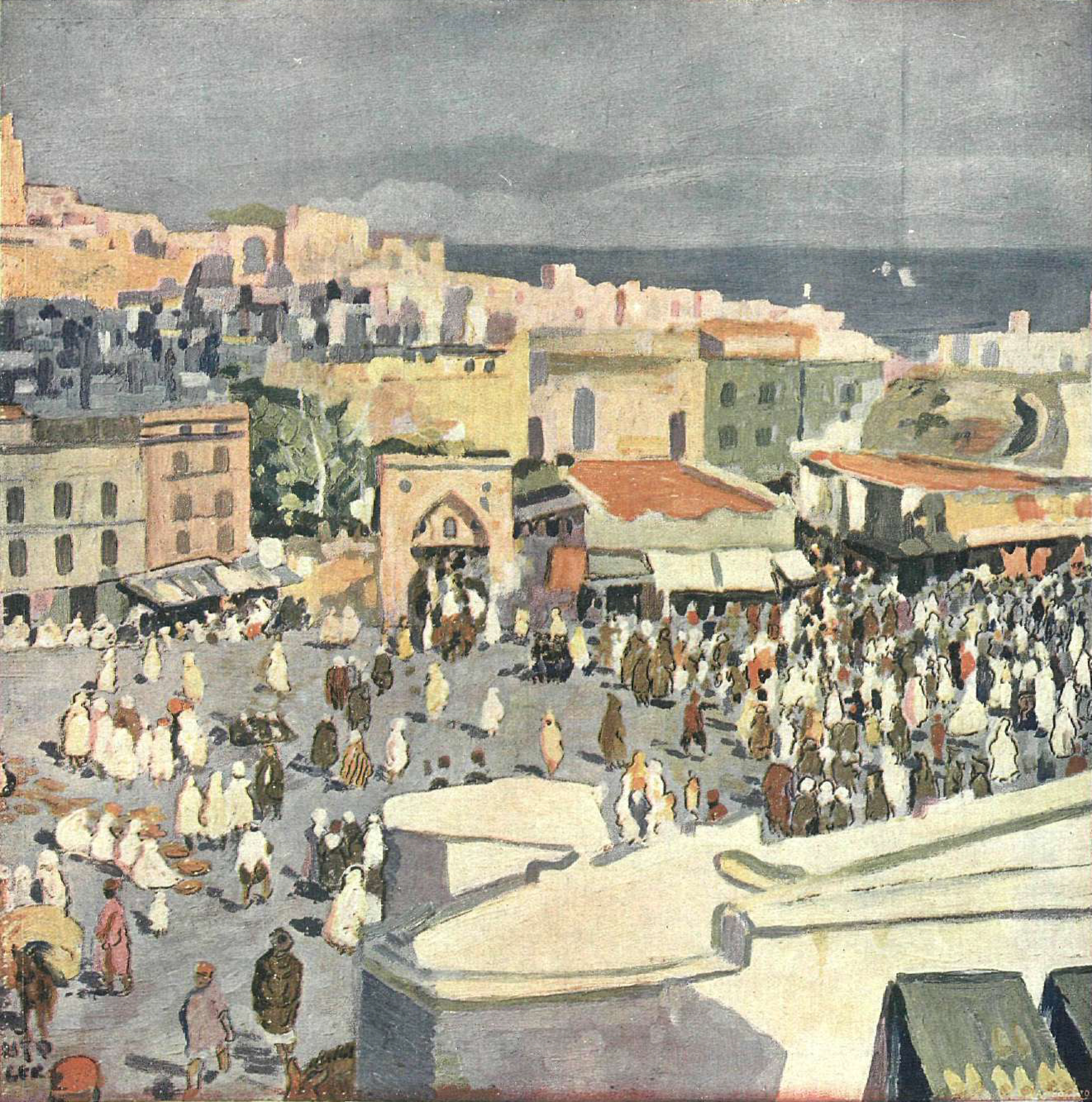
Vista de Tánger hacia finales de la década de 1910, en una pintura de Octavio Pinto reproducida en la revista La Esfera

El 18 de diciembre de 1923 España, Francia y el Reino Unido firmaron un acuerdo en París, el Protocolo de Tánger, por el que se establecía el condominio de estos países en lo que pasará a ser conocido como Zona Internacional de Tánger. El tratado fue ratificado el 14 de mayo de 1924 y posteriormente, en 1928, se incorporarían también Bélgica, Países Bajos, Portugal, Suecia e Italia. La Unión Soviética fue admitida también en 1945 al finalizar la Segunda Guerra Mundial.
El Estatuto Internacional de Tánger propició la formación de una sociedad cosmopolita en la que musulmanes, judíos y cristianos convivían con ejemplar respeto. Una ciudad en la que encontraron refugio hombres y mujeres de las más distintas tendencias políticas, morales e ideológicas, entre ellos españoles de izquierdas y derechas, judíos que huían de la Alemania nazi y nacionalistas marroquíes. Con sus muy liberales leyes económicas y fiscales, Tánger se convirtió -en un entorno internacional de limitaciones, prohibiciones y monopolios- en un paraíso fiscal en el que reinaba una total libertad de comercio.
En 1940, Tánger tenía unos 75.000 habitantes. 46 000 eran marroquíes musulmanes, unos 6000 eran judíos y alrededor de 23 000 eran extranjeros, de los que 16 000 eran españoles, 2500 franceses, 1200 italianos, unos 1000 británicos y el resto de otras nacionalidades y apátridas.
El 14 de junio de 1940, coincidiendo con la entrada de las tropas del Tercer Reich alemán en París, las tropas españolas tomaron la ciudad y desalojaron al resto de potencias. Hasta el 11 de octubre de 1945, fue ocupada por tropas españolas enviadas por Francisco Franco. Esta situación de hecho no fue aceptada como de derecho por ningún país, con la sola excepción del Tercer Reich, que envió un cónsul. Con el avance del ejército aliado, en 1945 el ejército español se retira y declara Tánger ciudad abierta, volviendo a ser un condominio.
Tánger llegó a tener en los años cincuenta unos 200 000 habitantes, de los que algo más de la mitad eran marroquíes musulmanes, 20 000 eran judíos (el 75 % de nacionalidad marroquí) y entre 60 000 y 70 000 eran extranjeros, de los que unos 45 000 eran españoles.

Antigua muralla

Con la independencia de Marruecos, el 20 de octubre de 1956, se inicia un proceso político de desmantelamiento del gobierno internacional sobre la ciudad, que se hizo efectivo el 1 de enero de 1957. Oficialmente fue reincorporada a Marruecos el 29 de octubre de 1956, aunque la reintegración financiera y la retirada de las últimas tropas extranjeras no llegó hasta el 11 de abril de 1960. El 18 de abril de 1960, tropas marroquíes entran en la ciudad y la incorporan a Marruecos. La adaptación a la nueva situación se saldó con una fuerte crisis económica. En 1961 se edificó la catedral de Tánger, simbolizando la presencia de España y de la misión franciscana en Marruecos.

## Cultura

Antiguo cementerio judío.

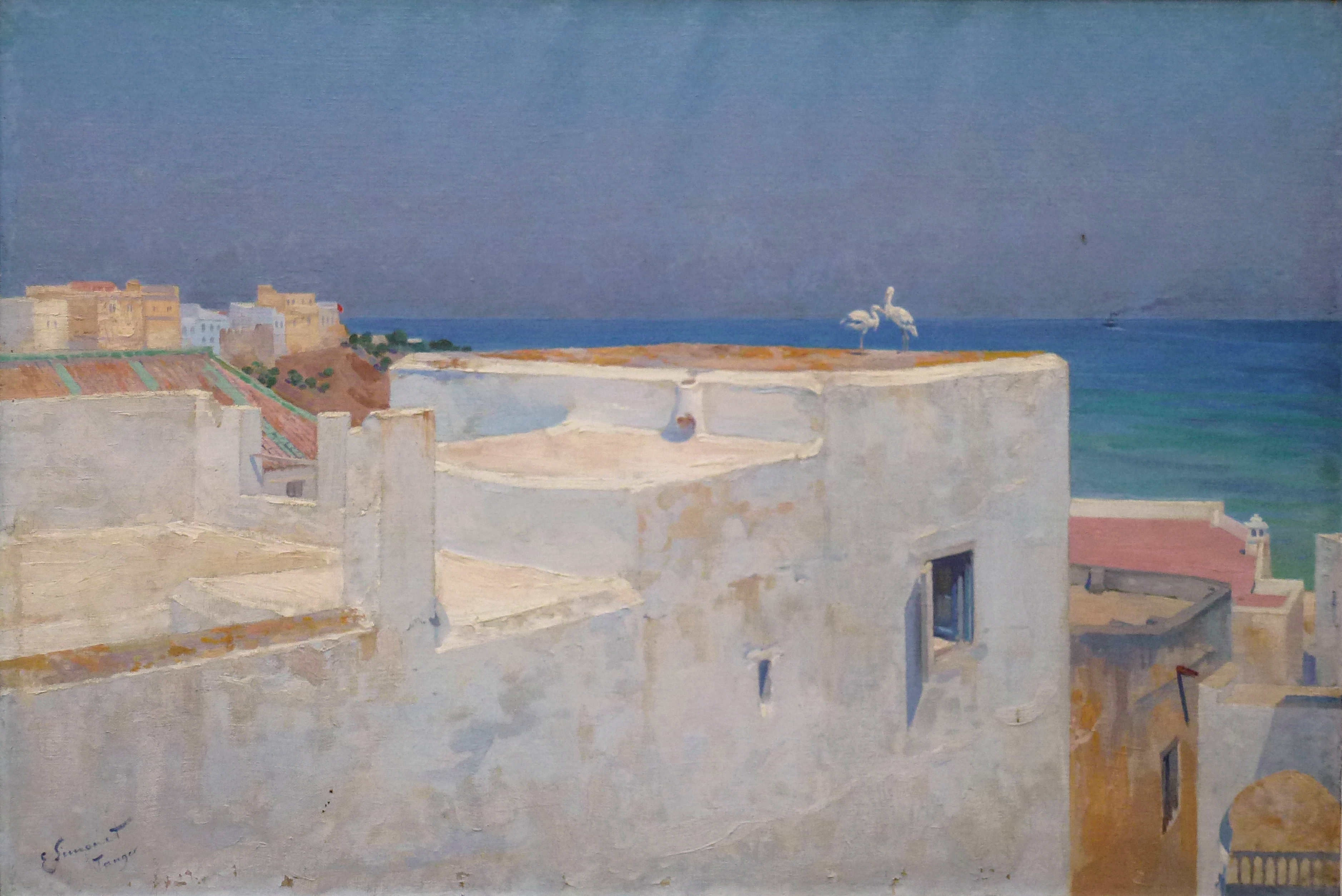
Terrazas de Tánger (1914) de Enrique Simonet

Enclave multicultural de comunidades musulmanas, judías y cristianas, Tánger ha atraído por su ambiente cosmopolita y bohemio la atención de artistas como Pierre Loti, invitado por su amigo Jules Patenôtre, cónsul en la ciudad, Francis Bacon, Paul Bowles, Jean Genet, Tennessee Williams, William Burroughs, Brion Gysin, Jack Kerouac, Eduardo Haro, Leopoldo María Panero, Arturo Pérez-Reverte, Sánchez Dragó, los Rolling Stones o el anticuario y coleccionista inglés Christopher Gibbs, residente en la Vieja Montaña, todos los cuales vivieron o visitaron la ciudad. El escritor Ángel Vázquez Molina se crio en la ciudad, y el politólogo Jorge Verstrynge y la actriz Bibiana Fernández nacieron en ella.
Después de Delacroix, Tánger se convirtió en una parada obligada para los artistas que buscaban los colores y la luz que aquel mostró. Como por ejemplo Mariano Fortuny, autor, entre otras obras, de Zoco de Tánger que se conserva en la Hispanic Society of America de Nueva York, o Henri Matisse que residió varias temporadas en Tánger, siempre hospedándose en el hotel Villa de France. Todavía puede visitarse la habitación desde cuya ventana pintó su famoso paisaje, recordando su frase «encontré los paisajes de Marruecos exactamente como los describen las pinturas de Delacroix». El artista californiano Richard Diebenkorn se vio directamente influido por los cautivadores colores y patrones rítmicos de las pinturas marroquíes de Matisse.
A finales del siglo XIX llega a Tánger el misionero franciscano José Lerchundi. Conocido arabista que revolucionará, con su gramática de lengua árabe dialectal marroquí, el modo de comprender el estatus de la lengua local. En esa época se crea, asimismo, el que fuera teatro más grande de África, el Teatro Cervantes. El hispanista italiano Vittorio Bodini publicó I misteri di Tangeri (1951), en la Gazzetta del Mezzogiorno, n°298 del 28/10/1951, pag.3
La ciudad ha conocido también el éxito de autores nativos, como Mohammed Chukri, considerado uno de los escritores del norte de África más controvertidos y leídos. Paul Bowles colaboró estrechamente con Choukri en las traducciones, y escribió la introducción a su novela autobiográfica Al-jubs al-hafi, "pan solo". En la traducción inglesa publicada originalmente llevó por título For Bread Alone, y que fue descrita por Tennessee Williams como «un verdadero testimonio de la desesperación humana, destrozada por su impacto».
En las décadas de 1940 y 1950, mientras la ciudad era una zona internacional, sirvió como refugio para artistas, zona de juerga para millonarios excéntricos, lugar de encuentro para agentes secretos y todo tipo de timadores, una Meca para especuladores y estafadores, un El Dorado para los amantes del hedonismo decadente. Por la ciudad también pasó Juan Goytisolo, que la menciona en Reivindicación del Conde Don Julián (1970). Desde 2007 JG da nombre a la magnífica biblioteca del Instituto Cervantes de la ciudad.

## Clima
Tánger tiene un clima mediterráneo (según la clasificación climática de Köppen Csa) con precipitaciones más intensas que la mayoría de las partes del norte de África y las áreas cercanas en la península ibérica debido a su ubicación expuesta. Los veranos son relativamente cálidos y soleados, y los inviernos son húmedos y templados: las heladas son raras, sin embargo, en enero de 2005 se registró un mínimo de -4.2 °C.
| Parámetros climáticos promedio de Tánger, Marruecos (2000-2012) | Parámetros climáticos promedio de Tánger, Marruecos (2000-2012) | Parámetros climáticos promedio de Tánger, Marruecos (2000-2012) | Parámetros climáticos promedio de Tánger, Marruecos (2000-2012) | Parámetros climáticos promedio de Tánger, Marruecos (2000-2012) | Parámetros climáticos promedio de Tánger, Marruecos (2000-2012) | Parámetros climáticos promedio de Tánger, Marruecos (2000-2012) | Parámetros climáticos promedio de Tánger, Marruecos (2000-2012) | Parámetros climáticos promedio de Tánger, Marruecos (2000-2012) | Parámetros climáticos promedio de Tánger, Marruecos (2000-2012) | Parámetros climáticos promedio de Tánger, Marruecos (2000-2012) | Parámetros climáticos promedio de Tánger, Marruecos (2000-2012) | Parámetros climáticos promedio de Tánger, Marruecos (2000-2012) | Parámetros climáticos promedio de Tánger, Marruecos (2000-2012) |
| Mes                                                             | Ene.                                                            | Feb.                                                            | Mar.                                                            | Abr.                                                            | May.                                                            | Jun.                                                            | Jul.                                                            | Ago.                                                            | Sep.                                                            | Oct.                                                            | Nov.                                                            | Dic.                                                            | Anual                                                           |
| --------------------------------------------------------------- | --------------------------------------------------------------- | --------------------------------------------------------------- | --------------------------------------------------------------- | --------------------------------------------------------------- | --------------------------------------------------------------- | --------------------------------------------------------------- | --------------------------------------------------------------- | --------------------------------------------------------------- | --------------------------------------------------------------- | --------------------------------------------------------------- | --------------------------------------------------------------- | --------------------------------------------------------------- | --------------------------------------------------------------- |
| Temp. máx. abs. (°C)                                            | 22.0                                                            | 27.0                                                            | 25.0                                                            | 27.0                                                            | 34.0                                                            | 36.0                                                            | 41.0                                                            | 39.0                                                            | 39.5                                                            | 30.0                                                            | 27.0                                                            | 24.5                                                            | 41.0                                                            |
| Temp. máx. media (°C)                                           | 16.2                                                            | 16.8                                                            | 17.9                                                            | 19.2                                                            | 21.9                                                            | 24.9                                                            | 28.3                                                            | 28.6                                                            | 27.3                                                            | 23.7                                                            | 19.6                                                            | 17.0                                                            | 21.8                                                            |
| Temp. media (°C)                                                | 12.5                                                            | 13.1                                                            | 14.0                                                            | 15.2                                                            | 17.7                                                            | 20.6                                                            | 23.5                                                            | 23.9                                                            | 22.8                                                            | 19.7                                                            | 15.9                                                            | 13.3                                                            | 17.7                                                            |
| Temp. mín. media (°C)                                           | 8.8                                                             | 9.4                                                             | 10.1                                                            | 11.2                                                            | 13.4                                                            | 16.2                                                            | 18.7                                                            | 19.1                                                            | 18.3                                                            | 15.6                                                            | 12.2                                                            | 9.7                                                             | 13.6                                                            |
| Temp. mín. abs. (°C)                                            | -4.2                                                            | 1.0                                                             | 3.5                                                             | 1.0                                                             | 7.0                                                             | 10.0                                                            | 11.0                                                            | 11.0                                                            | 10.0                                                            | 7.0                                                             | 3.0                                                             | 4.0                                                             | -4.2                                                            |
| Lluvias (mm)                                                    | 103.5                                                           | 98.7                                                            | 71.8                                                            | 62.2                                                            | 37.3                                                            | 13.9                                                            | 2.1                                                             | 2.5                                                             | 14.9                                                            | 65.1                                                            | 134.6                                                           | 129.3                                                           | 735.9                                                           |
| Días de lluvias (≥ 1.0 mm)                                      | 11.2                                                            | 11.4                                                            | 10.1                                                            | 9.3                                                             | 6.1                                                             | 3.7                                                             | 0.8                                                             | 0.8                                                             | 3.1                                                             | 8.0                                                             | 11.1                                                            | 12.0                                                            | 87.6                                                            |
| Horas de sol                                                    | 170.5                                                           | 169.5                                                           | 232.5                                                           | 252.0                                                           | 297.6                                                           | 306.0                                                           | 344.1                                                           | 331.7                                                           | 276.0                                                           | 238.7                                                           | 180.0                                                           | 167.4                                                           | 2966                                                            |
| Fuente: Hong Kong Observatory                                   |                                                                 |                                                                 |                                                                 |                                                                 |                                                                 |                                                                 |                                                                 |                                                                 |                                                                 |                                                                 |                                                                 |                                                                 |                                                                 |

## Economía

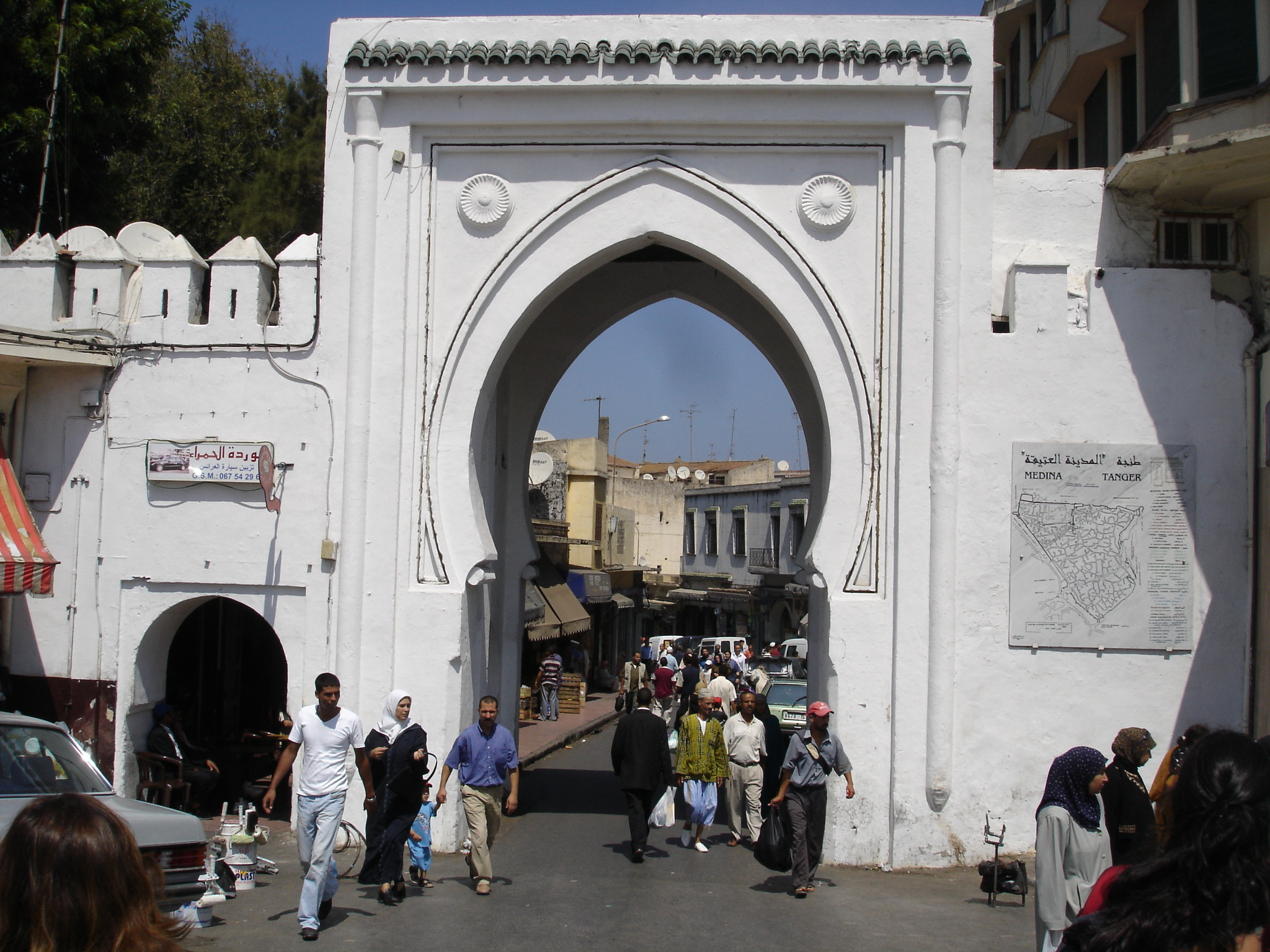
Una de las puertas de entrada a la medina.

Tánger es el segundo centro industrial de Marruecos después de Casablanca. Los sectores están diversificados e incluyen industria textil, química, mecánica, metalúrgica y naval. La ciudad cuenta con cuatro parques industriales, dos de los cuales cuentan con el estatus de zona franca.

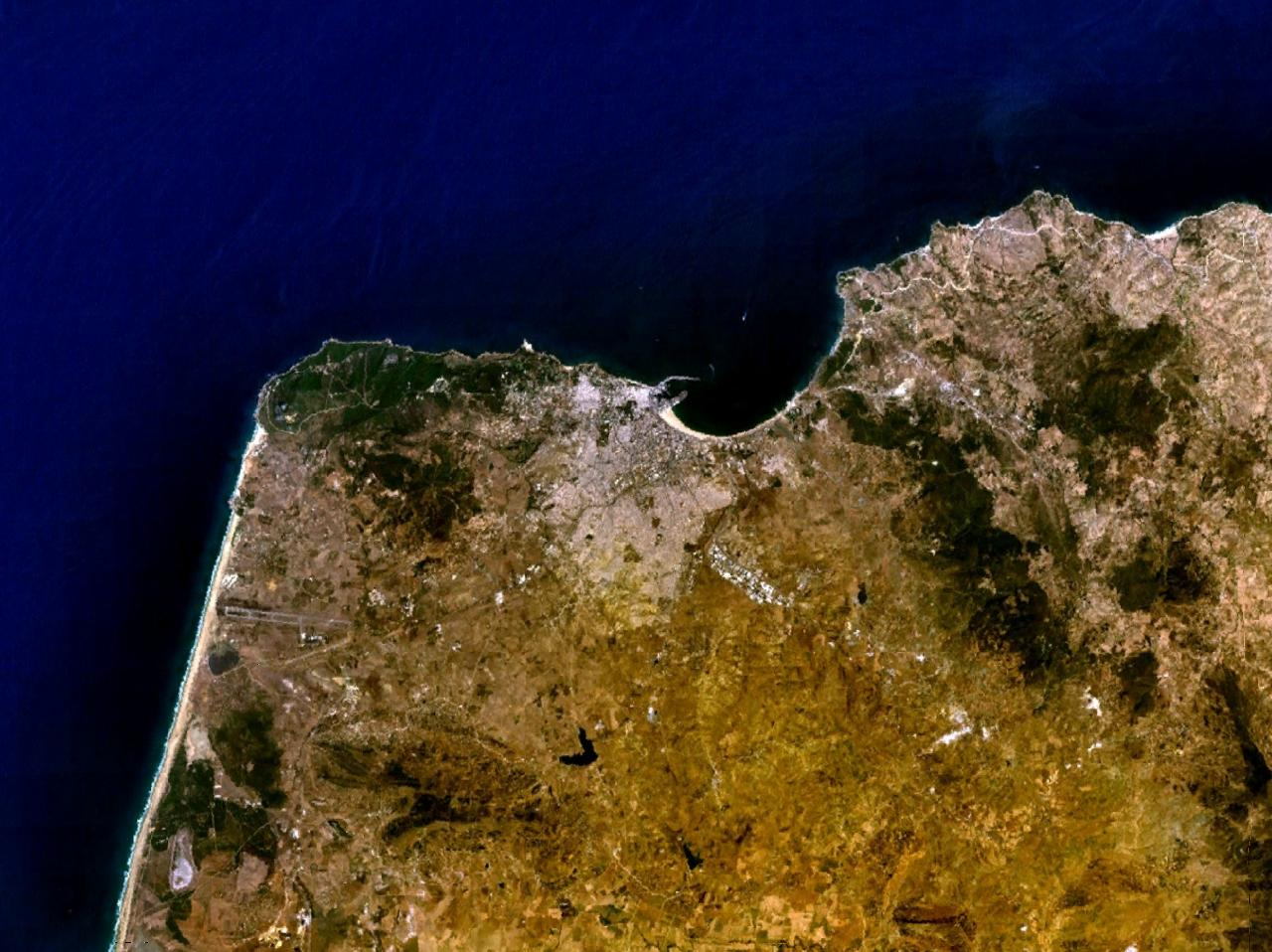
Imagen satelital de la NASA.

La economía se basa fuertemente en el turismo. Los hoteles y alojamientos cercanos a las playas han crecido notablemente a través de inversiones extranjeras. Las compañías constructoras y de bienes raíces han mejorado en gran escala la infraestructura turística. La bahía que delimita el centro de la ciudad se extiende por más de 7 km de costa. La agricultura regional es principalmente cerealera. La infraestructura urbana comprende un puerto marítimo de cargas y pasajeros, una marina y un puerto pesquero. El mercado artesanal en la ciudad vieja se especializa en cuero, manufacturas de madera y plata además de calzado y vestimenta tradicional marroquí.
Tánger cuenta con grandes proyectos como el segundo puerto mediterráneo y sus parques industriales; un sitio de 45 000 plazas, comercios e instalaciones turísticas. El ferrocarril conecta a la ciudad con Rabat, Casablanca y Marrakech en el sur, y con Fez y Uchda en el norte.  La autopista Rabat-Tánger está disponible desde el verano de 2005, y conecta Tánger con Fez vía Rabat (250 km), y con Settat vía Casablanca (330 km). El aeropuerto internacional Ibn Battuta se encuentra 15 km al sudoeste de la ciudad.
La ciudad ha sido centro del éxodo rural de la región, con una población cuadruplicada en las últimas dos décadas. Este fenómeno ha provocado la existencia de distritos periféricos habitados mayoritariamente por la primera y la segunda generación de emigrados rurales, de muy bajo nivel económico y cultural. En estos barrios se observa un importante déficit de infraestructura urbana básica.
En 2016, el rey Mohamed VI y el presidente de China Xi Jinping firmaron un acuerdo de asociación estratégica. De este acuerdo surgió Tangier Tech City, una smart city financiada principalmente con capital chino y cuya construcción está siendo llevada a cabo por China Communications Construction Co. Se extenderá por un área de 2000 ha, y se prevé que de empleo a 100 000 trabajadores y hogar para 300 000 personas.

## Educación

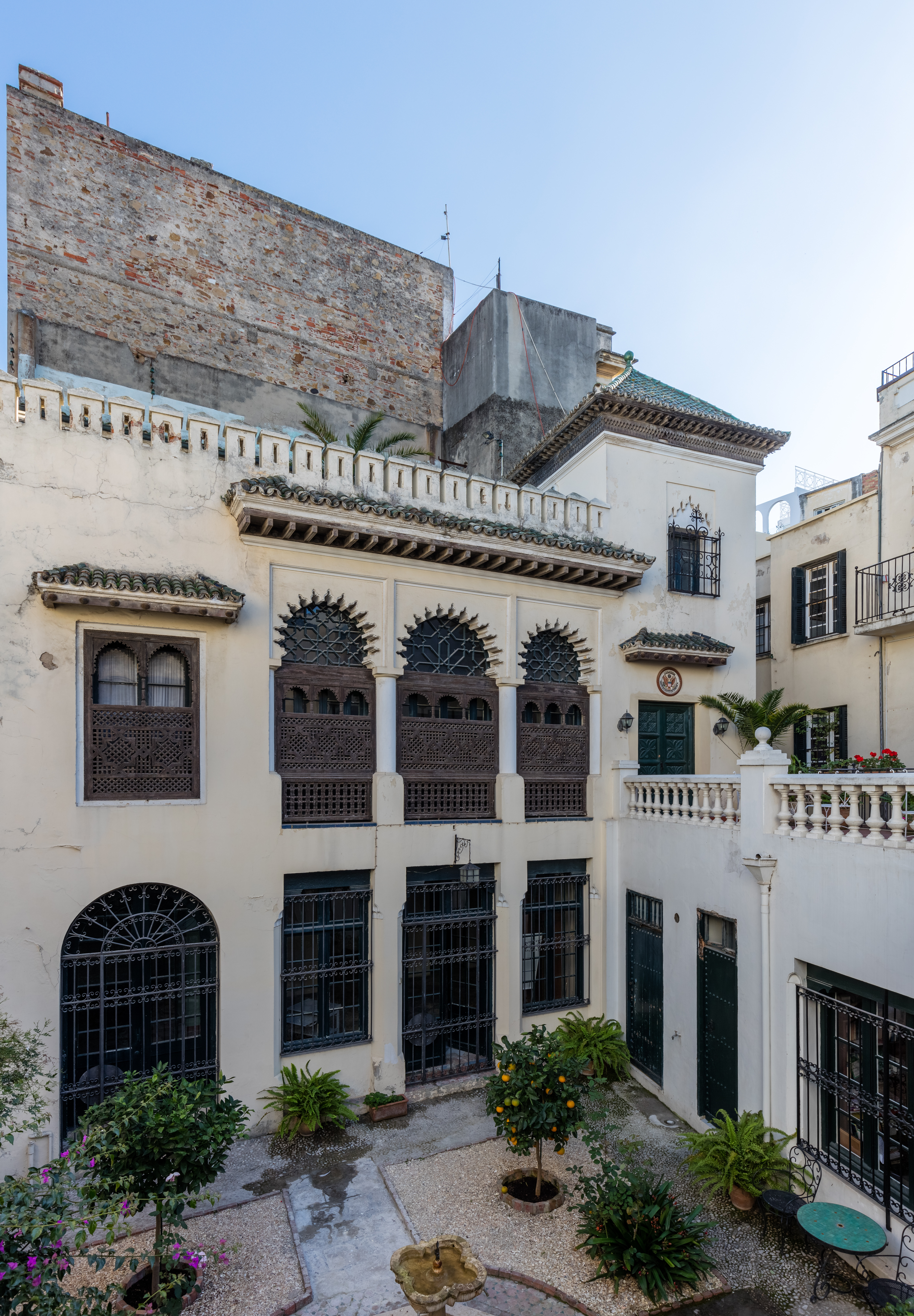
Museo de la Antigua Legación estadounidense

Tánger ofrece seis diferentes tipos de sistemas educativos: el marroquí, el británico, el español, el francés, el turco y el estadounidense. Cada uno de estos sistemas tiene cursos desde preescolar hasta el 12.º año (bachillerato o high school diploma).
Hay más de una docena de escuelas primarias distribuidos por la ciudad. Entre las de carácter "internacional" se encuentran el Colegio español Ramón y Cajal, el Colegio francés Adrien Berchet y la American School of Tangier. Entre las escuelas secundarias internacionales figuran el Instituto Español Severo Ochoa, el English College of Tangier, la American School of Tangier, el Liceo francés Regnault y el Liceo francés Robert Schuman.
Varias instituciones académicas superiores se ubican dentro y fuera de la ciudad, como el Institut Supérieur International de Tourisme (ISIT) que ofrece carreras de grado desde administración de empresas hasta hostelería. El instituto está entre las más prestigiosas escuelas de turismo del país. La École Nationale de Commerce et de Gestion (ENCG) es una de las más grandes de Marruecos en la especialidad. De hecho, esta institución forma parte de la Universidad Abdelmalek Essaâdi, que a su vez alberga la facultad polidisciplinar (Formación Profesional) y la de Ciencias Jurídicas, Sociales y Empresariales. También encontramos la Escuela Nacional de Ciencias Aplicadas, la Facultad de Ciencias y Tecnologías y la Escuela Superior Fahd de traducción, todas con sede en Tánger. La Facultad de Ciencias y la de Filología y Humanidades están sin embargo en el campus de Tetuán.

## Monumentos y lugares de interés

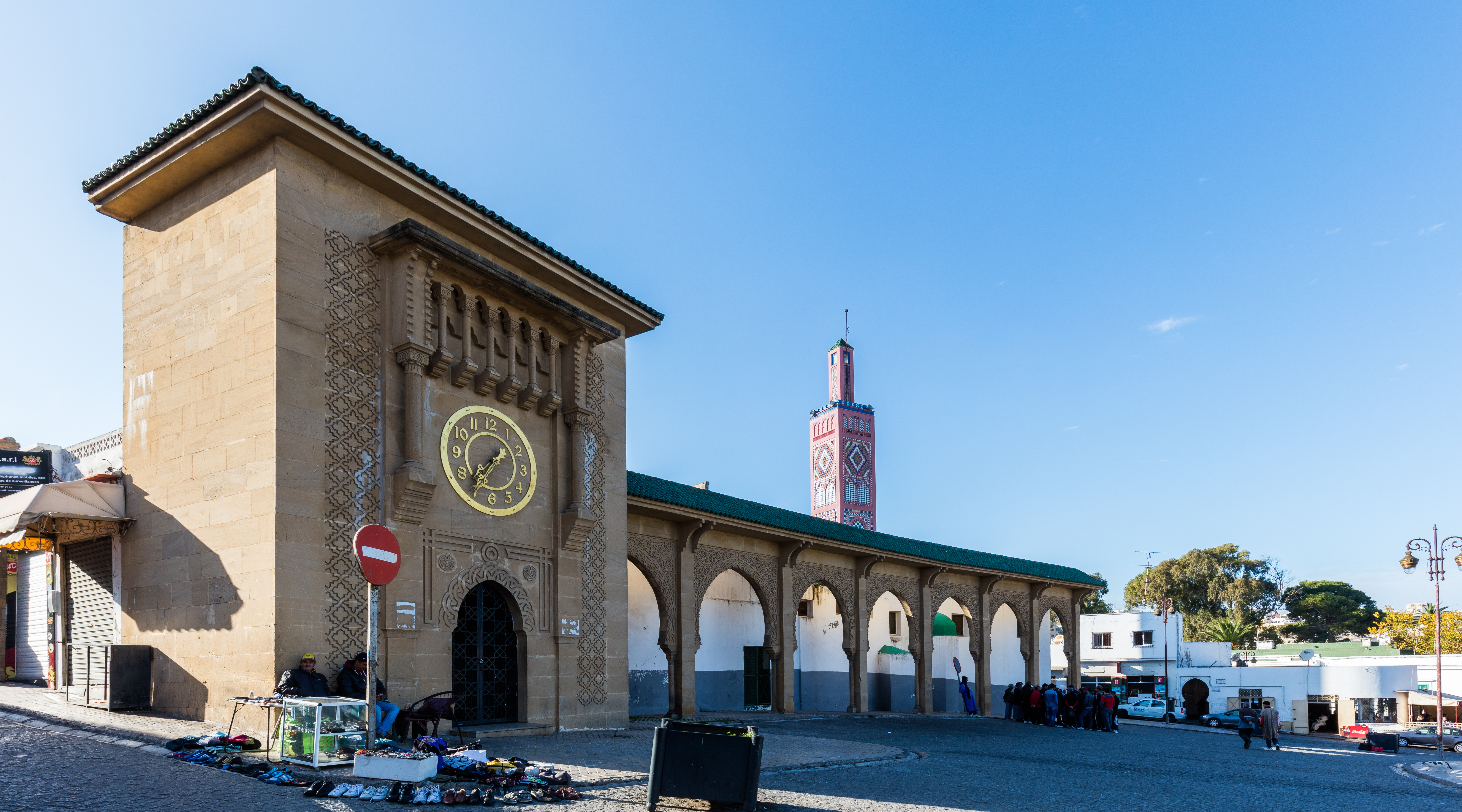
Plaza del 9 de abril de 1947.

Tánger es también una ciudad turística. A ella llegan turistas europeos, especialmente desde Francia y España. Entre los lugares de interés se encuentran su medina, la Alcazaba de Tánger, la gran mezquita, el Museo de la Alcazaba y el Museo Dar El Mandoub; otro lugar destacable es la plaza 9 de abril, una de las más grandes de la ciudad y uno de los puntos de encuentro preferidos por sus ciudadanos. En los alrededores de la ciudad están las Grutas de Hércules y el Cabo Espartel.

## En las artes y la cultura popular
Tánger ganó fama de plaza franca para las actividades internacionales de espionaje. Su posición durante la Guerra fría y otros periodos conflictivos de los siglos XIX y XX es legendaria. Adquirió reputación de centro de espionaje y contrabando y atrajo capitales extranjeros gracias a su neutralidad política y libertad comercial en la época de administración internacional. La ciudad ha tenido protagonismo en varias obras de literatura y películas, especialmente en obras de ficción y espionaje. El edificio de la Legación Americana, hoy el Museo del Legado Americano, fue otorgado a los Estados Unidos en 1821 por el sultán Moulay Suliman y sirvió como un consulado de los Estados Unidos y una legación posterior, así como un puesto de gran tráfico para los agentes de inteligencia de la Segunda Guerra Mundial y una instalación de entrenamiento del Cuerpo de Paz. Hoy en día, sus patios y pasillos estrechos sirven como un elaborado museo que demuestra las relaciones entre Estados Unidos y Marruecos y la herencia marroquí, incluida una ala dedicada a Paul Bowles, donde se pueden ver los documentos y fotografías del escritor donados al museo por la galerista Gloria Kirby en 2010.

## Hermanamientos
- Cádiz (España)
- Dubái (Emiratos Árabes Unidos)
- Faro (Portugal)
- Huelva (España)
- Lieja (Bélgica)
- Málaga (España)
- Metz (Francia)
- Molinos de Alier (Francia)
- Pasadena (Estados Unidos)
- Valparaíso (Chile)
- Leganés (España)